# Charles Conder

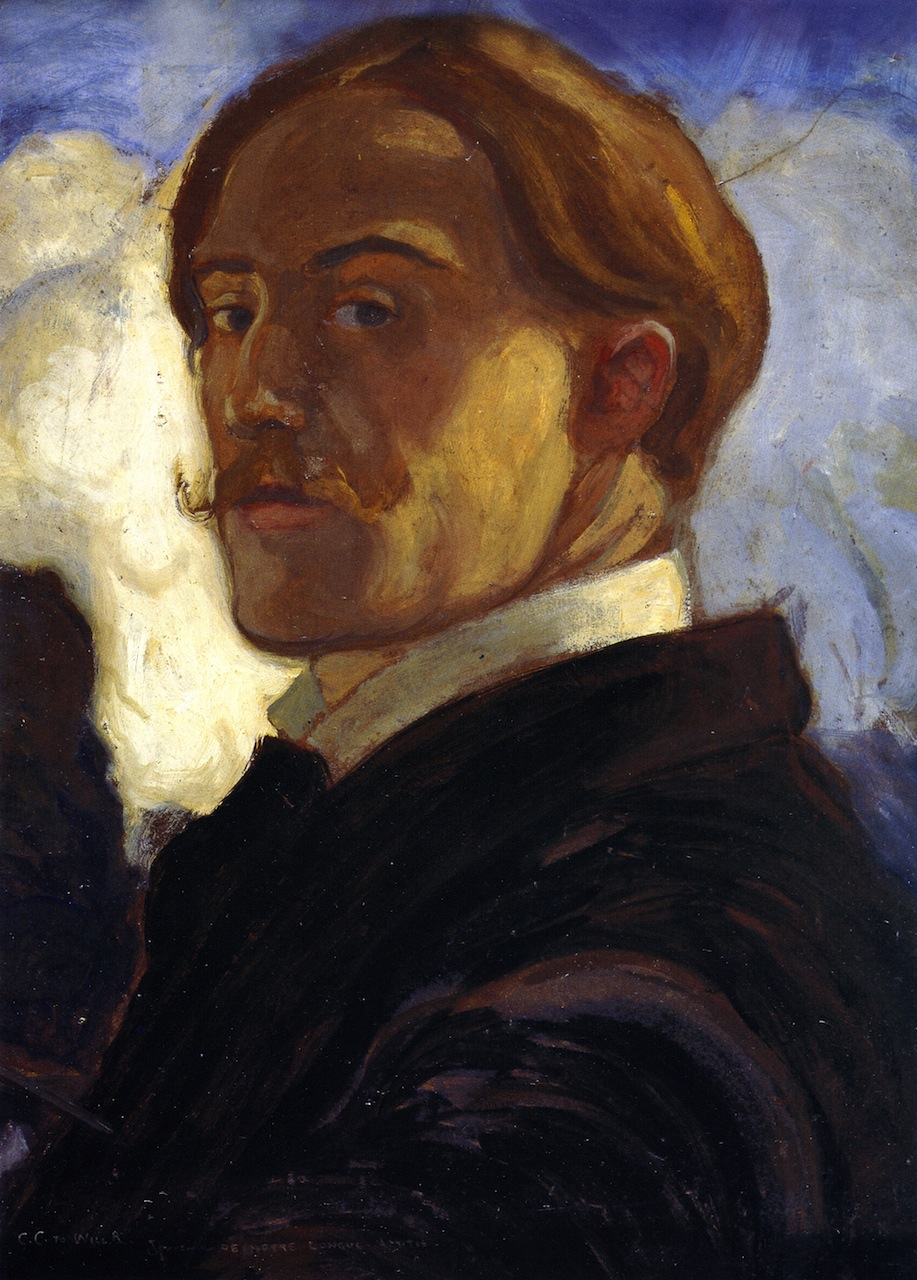
Charles Conder, zelfportret

Charles Edward Conder (Tottenham, 24 oktober 1868 – Virginia Water, 9 februari 1909) was een Engels kunstschilder, lithograaf en ontwerper, die lange tijd werkzaam was in Australië. Zijn werk wordt geassocieerd met het impressionisme.

## Leven en werk
Conder was de zoon van een ingenieur en groeide deels op in India. Zijn vader was sterk gekant tegen zijn artistieke ambities en wilde dat hij eveneens ingenieur zou worden. In 1884 vertrok hij op zeventienjarige leeftijd naar een oom in New South Wales, Australië, nam tekenlessen en begon zich te bewegen in artistieke kringen. In 1888 verhuisde hij naar Melbourne, raakte bevriend met Arthur Streeton en deelde een studio met Tom Roberts, die hij eerder in Sydney had leren kennen. Met Streeton en Roberts richtte hij ook de Heidelberg school op, een kunstenaarskolonie die sterk geïnspireerd werd door het impressionisme, met veel nadruk op het zonlicht.
Conders werk werd sterk beïnvloed door de in Australië werkende Italiaanse kunstschilder Girolamo Nerli, maar ook door James McNeill Whistler, met name in zijn gerichtheid op elegantie. Zijn themakeuze kenmerkt zich door het zoeken naar een bepaalde ontspannenheid, bijvoorbeeld in strandscènes. Opvallend is zijn gebruik van humoristische elementen in zijn werk.
In 1890 keerde Conder terug naar Engeland, maar hij verbleef ook regelmatig in Parijs. Daar ontmoette hij onder andere Henri de Toulouse-Lautrec, wiens portret hij schilderde. Zijn werk werd geprezen door Pissarro en Degas.
Conders productiviteit ging na 1900 snel achteruit vanwege een tanende gezondheid, deels veroorzaakt door syfilis, opgelopen tijdens een relatie met zijn hospita in Melbourne. Hij overleed in 1909 in een sanatorium, op veertigjarige leeftijd.
Veel van Conders werk is te zien in de National Gallery of Australia te Canberra. In Canberra is ook een wijk naar hem vernoemd.

## Galerij

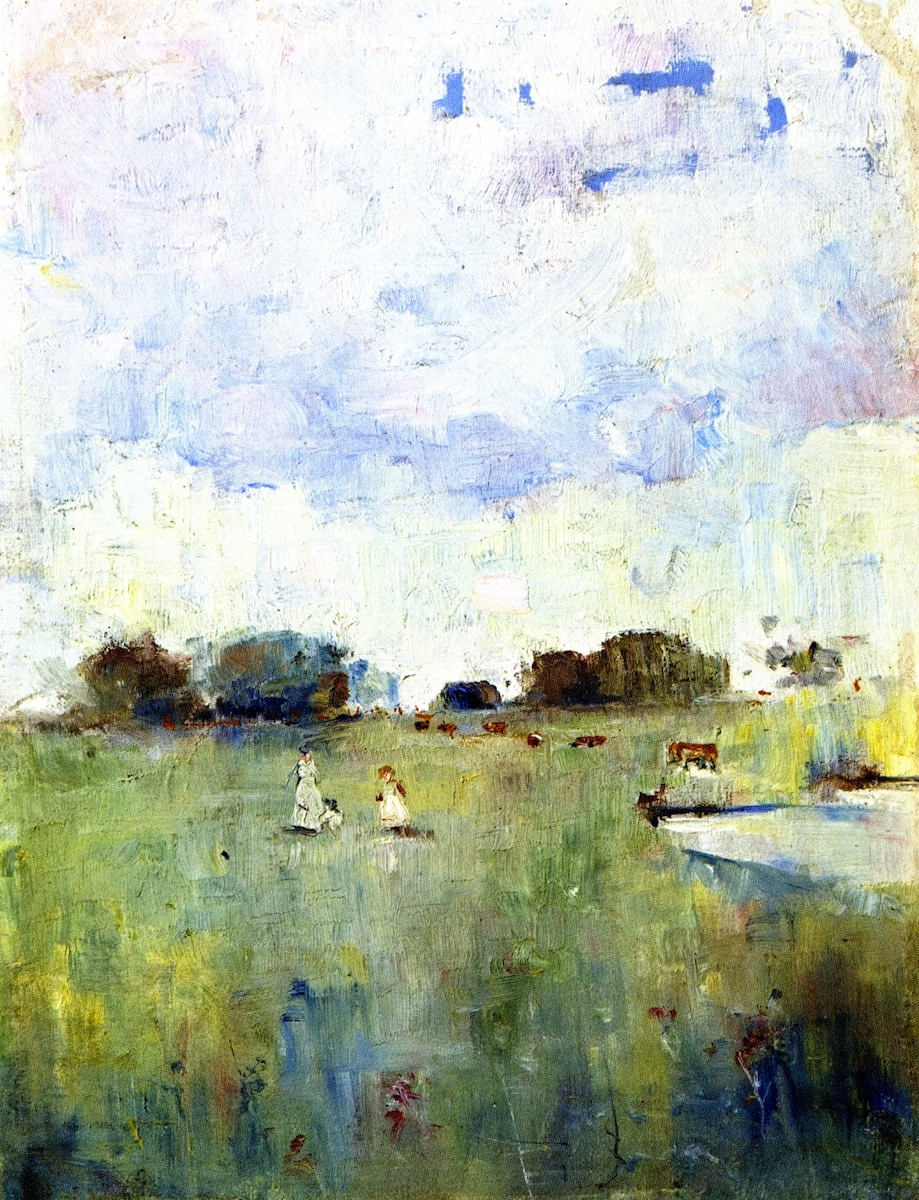
A Grey Day
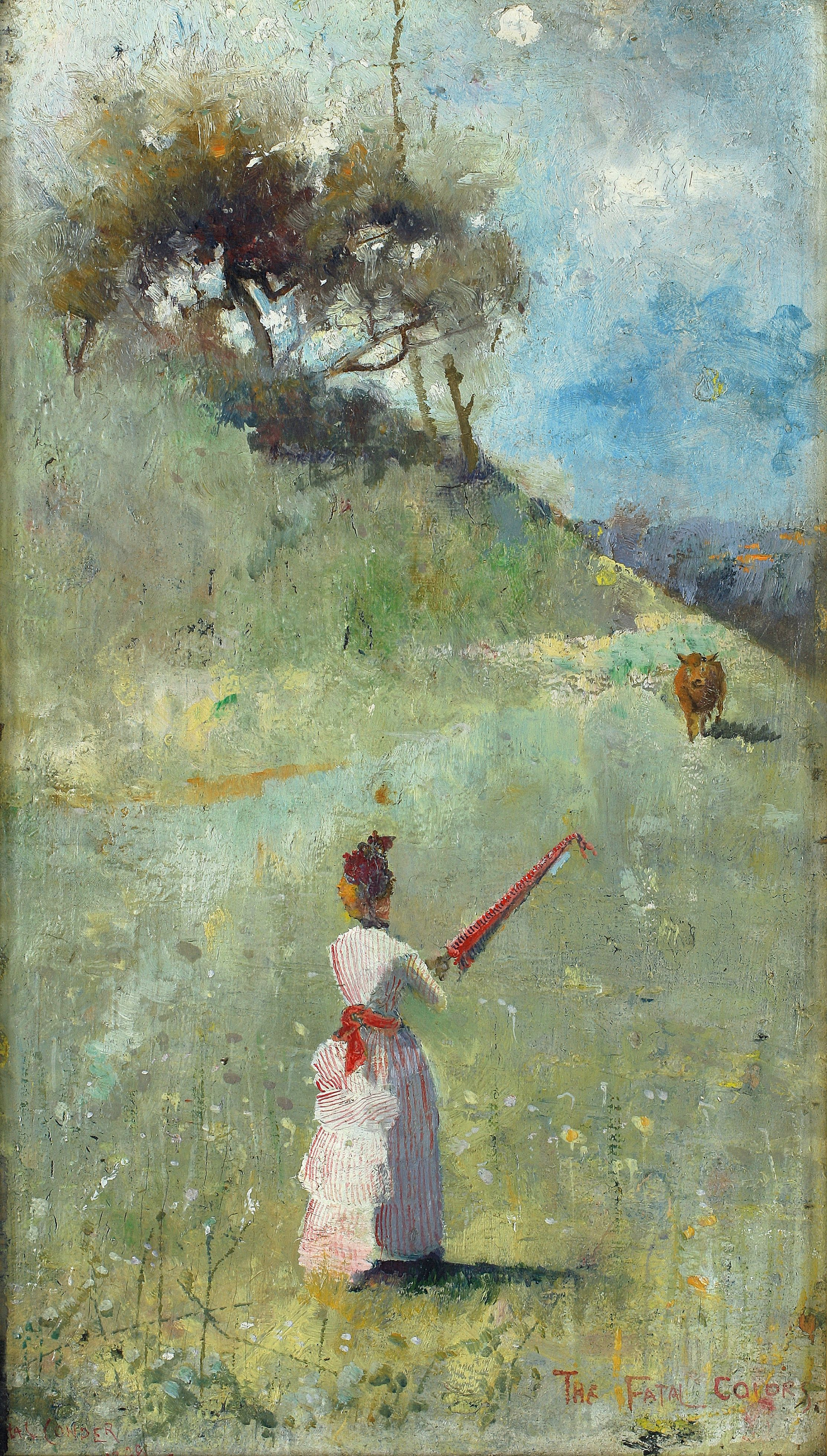
The Fatal Colours
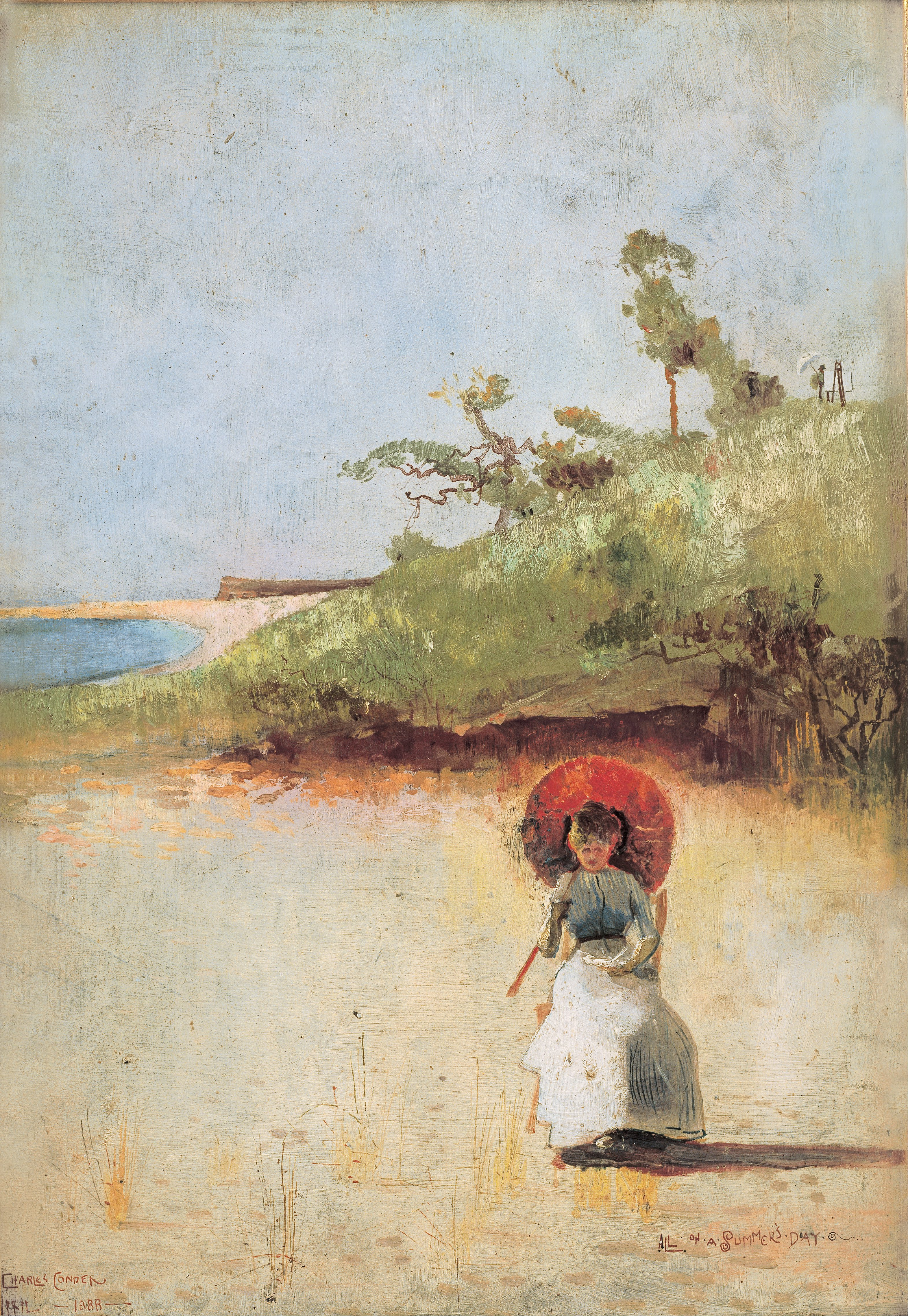
All on Summer Day
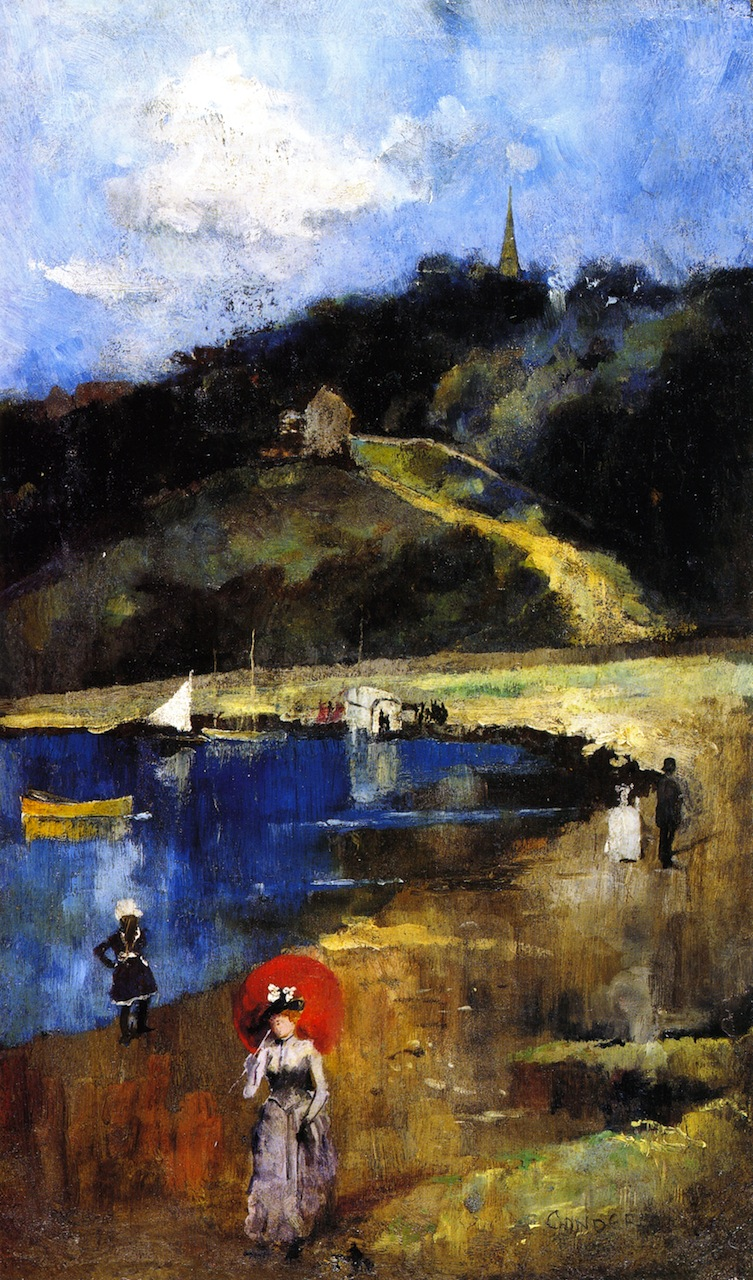
A Shady Hollow by a Dusty Road
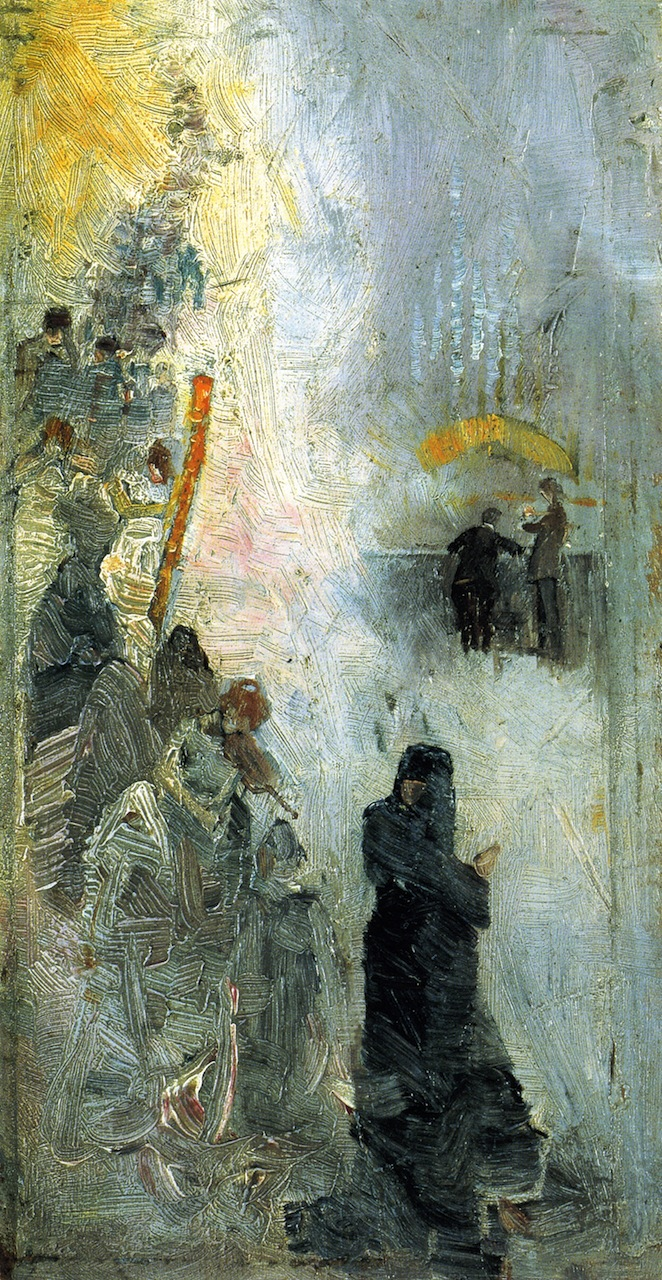
A Dream of Handels Largo
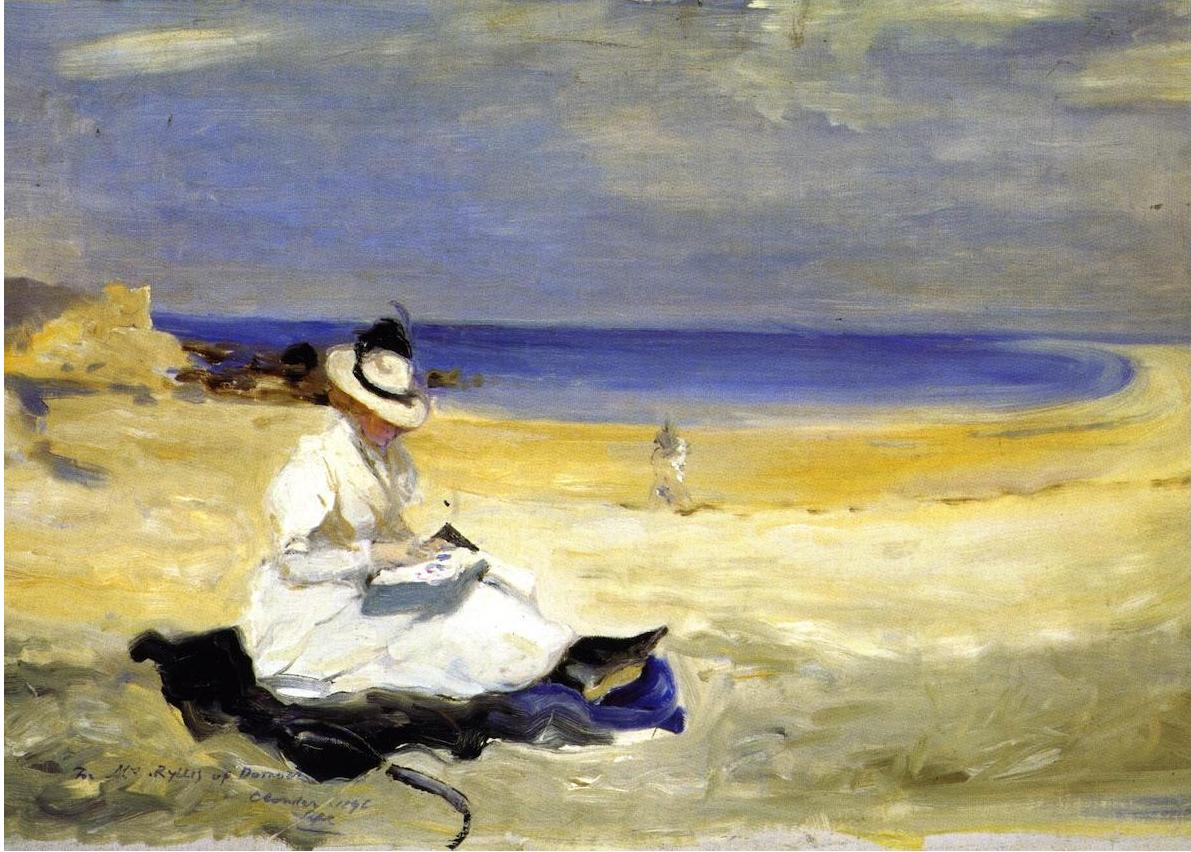
The Shore at Dornoch
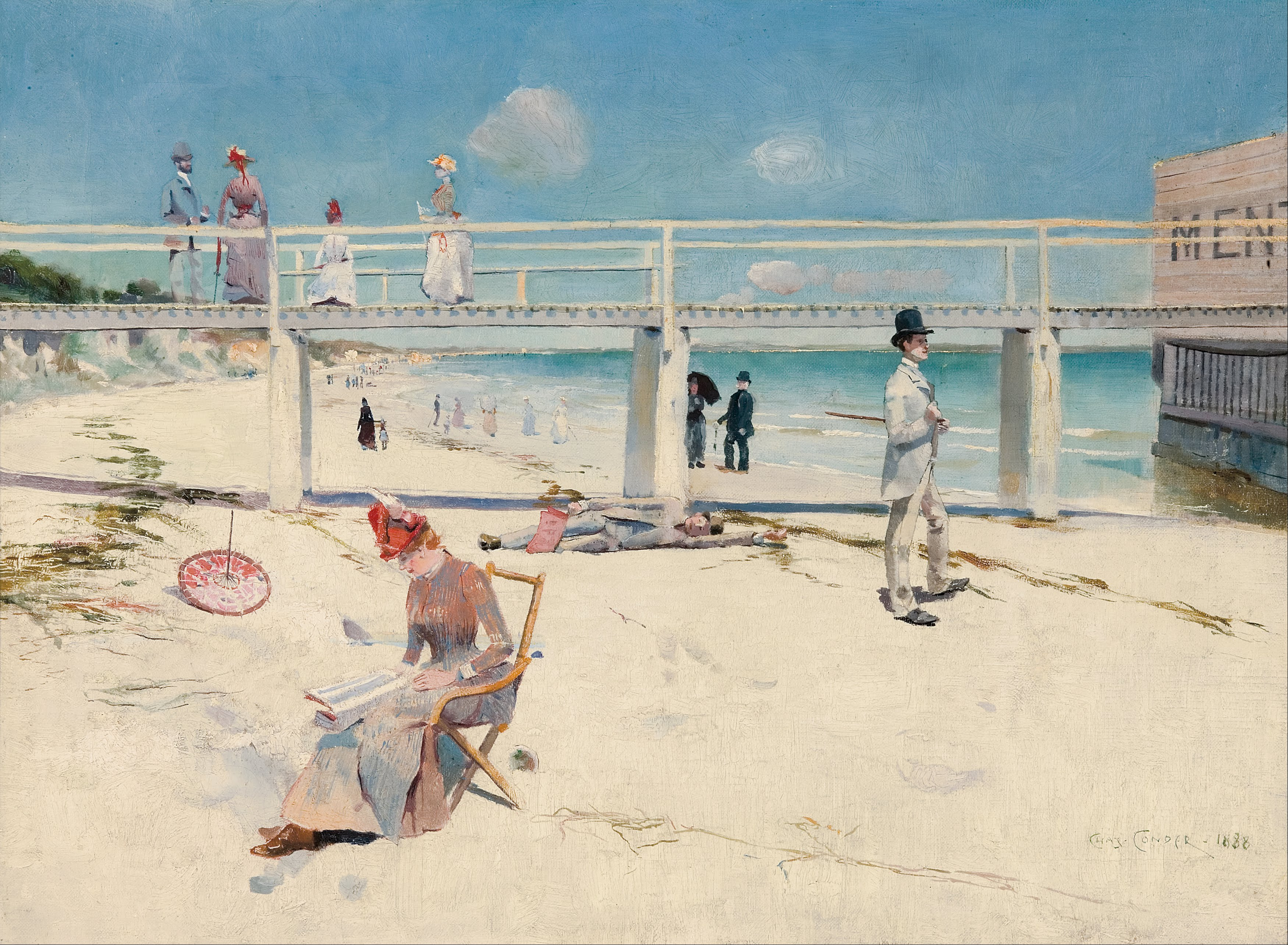
A holiday at Mentone
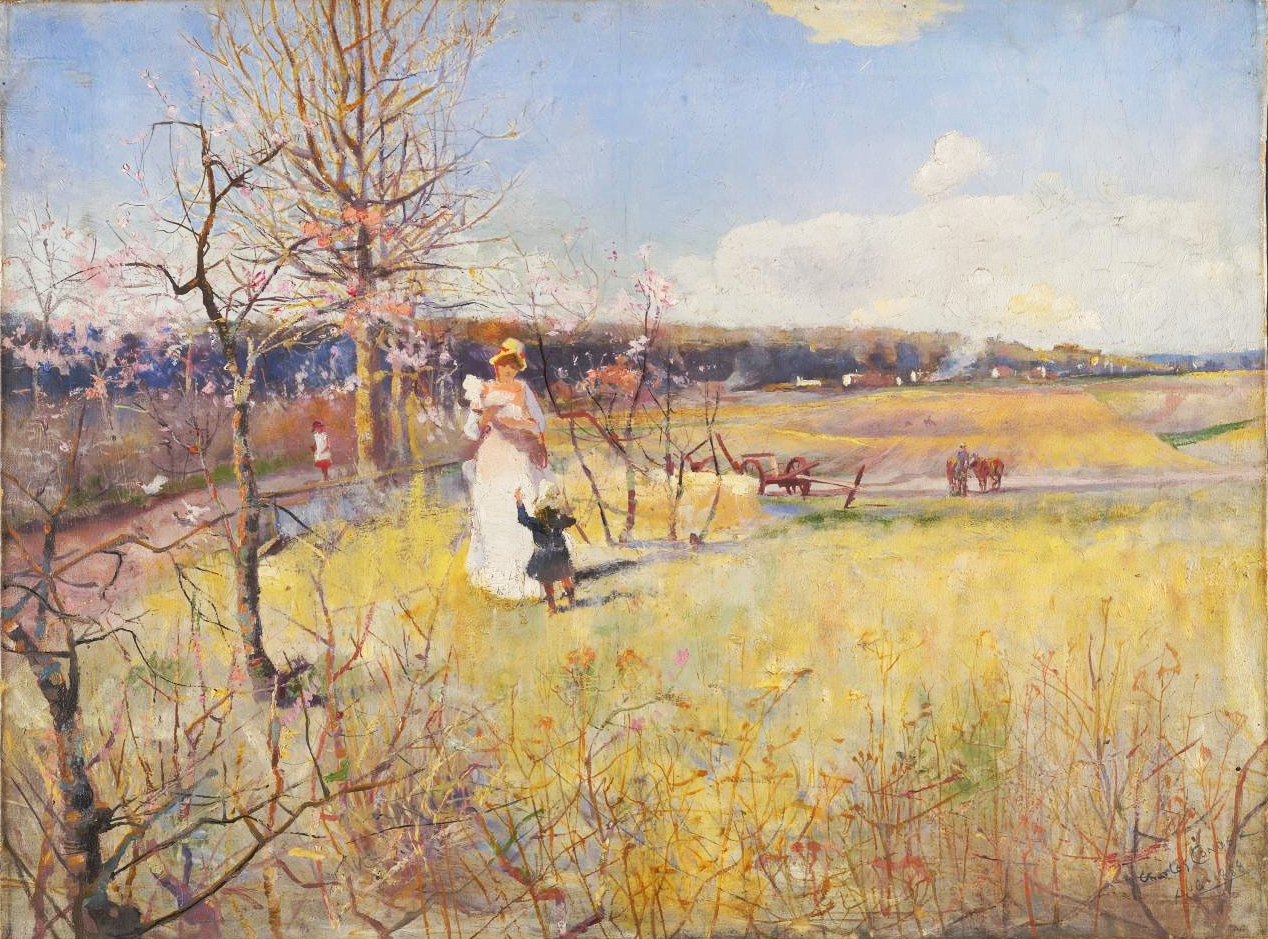
Springtime
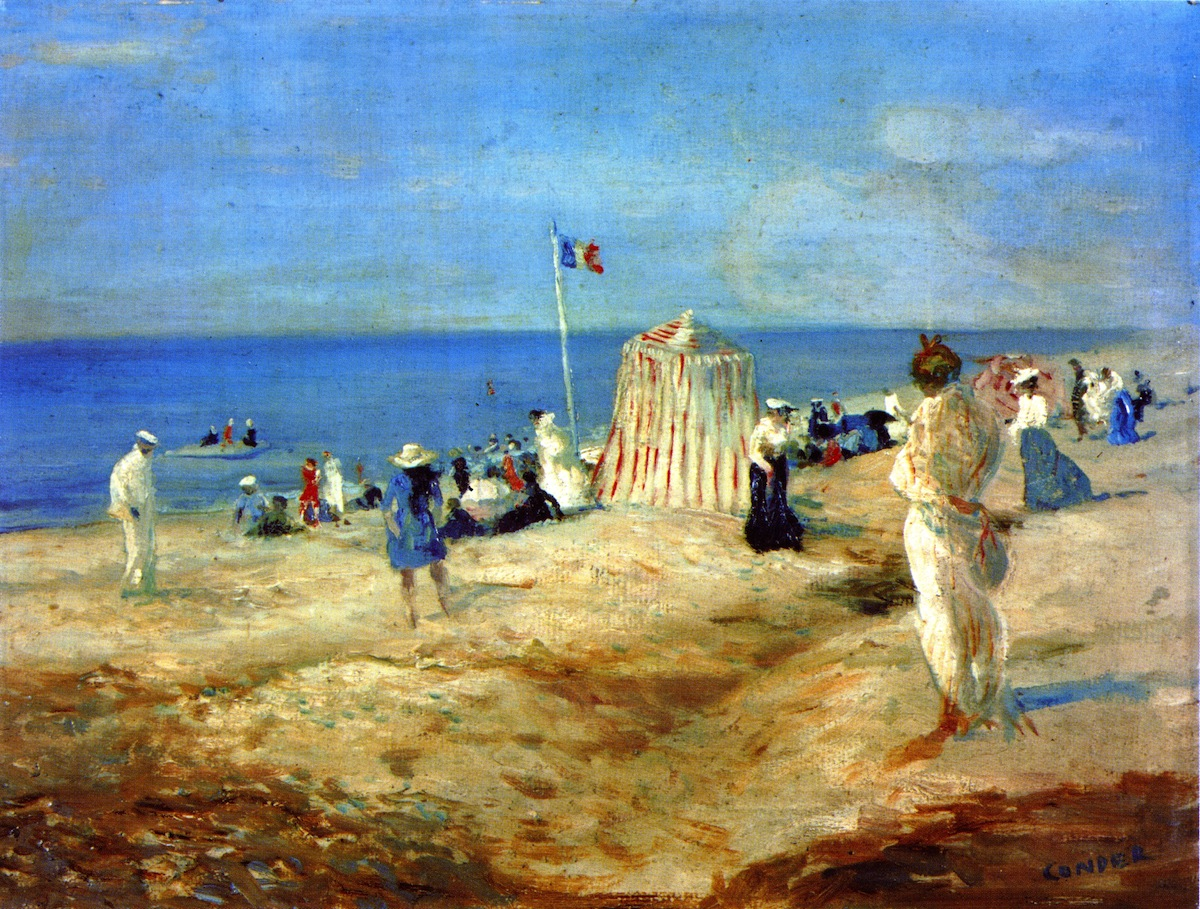
The Beach at Ambleteuse
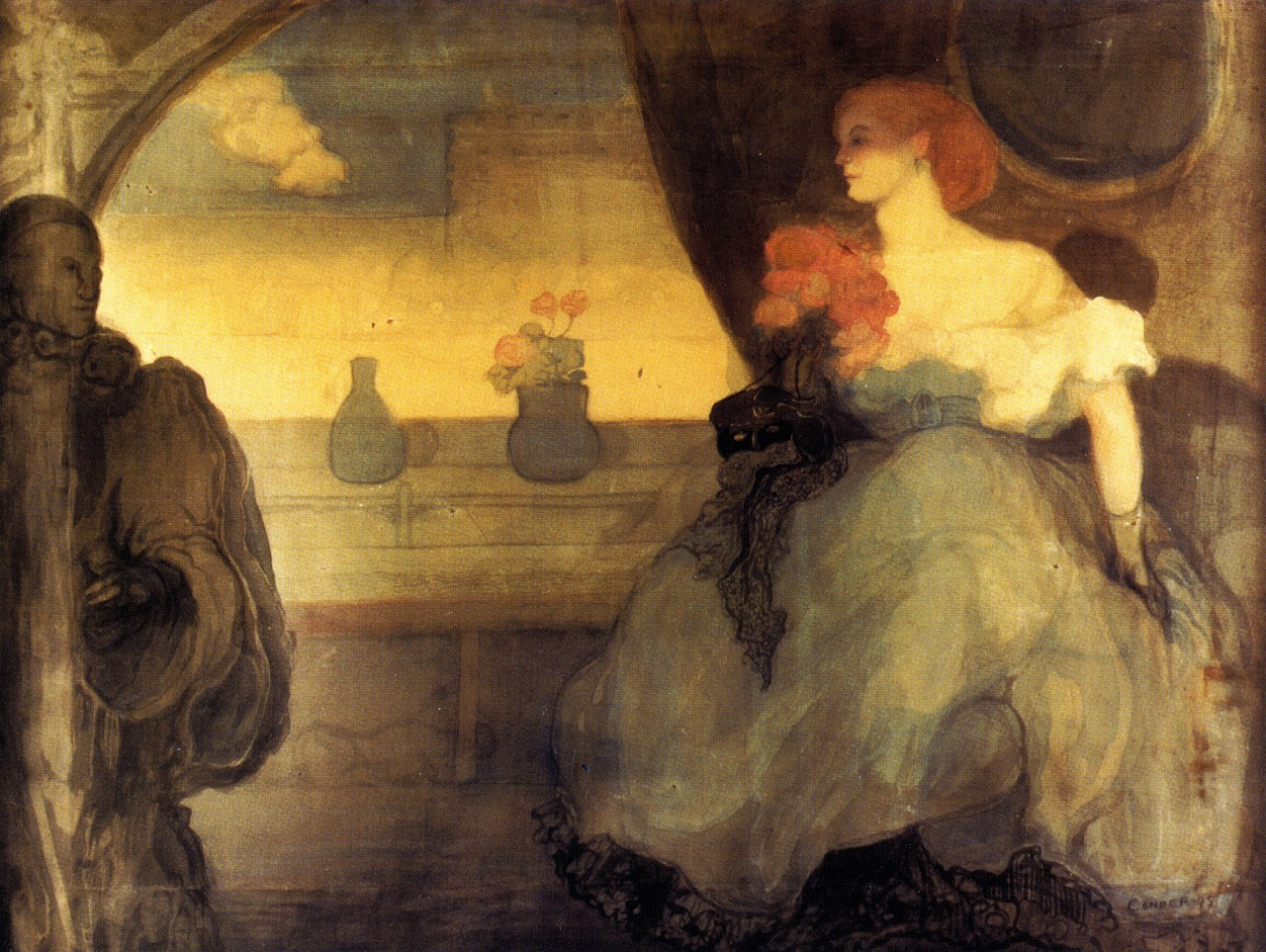
Le Premier Bal